# Christian Alexander Koch
Christian Alexander Koch (* 19. Juli 1962 in München) ist ein deutscher Schauspieler.
Deutschlandweit bekannt wurde Christian A. Koch durch die Hauptrolle des Snorre in dem Kinofilm Wickie und die starken Männer unter der Regie von Michael Herbig, den bis Ende 2009 fast fünf Millionen Zuschauer sahen und der einige Auszeichnungen, u. a. den Deutschen Comedypreis 2009, gewann. Koch hatte sich für die Rolle gegen 10.000 Mitbewerber in der Casting-Show Bully sucht die starken Männer durchgesetzt.

## Leben

### Herkunft und Ausbildung
Christian A. Kochs Kindheit, Jugend und erste Schritte wurden von seiner bayerischen Heimat geprägt. Er studierte einige Semester Rechtswissenschaft und Betriebswirtschaftslehre an der Ludwig-Maximilians-Universität München, machte eine Ausbildung zum Tennistrainer und arbeitete im elterlichen Betrieb, bis er sich entschloss sein Hobby Nummer eins zum Beruf zu machen und Schauspieler zu werden.
Er studierte von 1992 bis 1995 am Münchner Schauspielstudio Willschrei (Zinner Studio München) und absolvierte im Anschluss hieran seine ZBF-Prüfung.

### Stationen als Schauspieler
Zunächst stand Koch mit einigen Stückverträgen bis 1997 in seiner Geburtsstadt als freier Schauspieler auf mehreren Theaterbühnen (u. a. Theater44, Theater links der Isar, Theater Viel Lärm um Nichts, Prinzregententheater). Danach ging er für drei Jahre ins Festengagement an die Württembergische Landesbühne Esslingen.
Neben zahlreichen Kurzfilm- und Fernsehauftritten wie in Tatort, Derrick, SOKO 5113, Siska, Der Bulle von Tölz, Der Alte und Die Rosenheim-Cops verwirklichte er 2003 den Dokumentarfilm Mal kurz nachgefragt – Menschen in Esslingen antworten, der im Kommunalen Kino Esslingen uraufgeführt wurde. Moderation, Regie und Schnitt übernahm Christian A. Koch selbst.
Im April 2005 gab er im Theater am Olgaeck mit der Produktion kill hamlet sein Regiedebüt in Stuttgart. Zwischenzeitlich war er als freier Schauspieler in den Tanztheaterproduktionen „MM-Quiztanzshow“, „Anita Berber“ und „Spielen wie die Kinder“ (Kurzeja, 2007) im Theaterhaus Stuttgart zu sehen.
Kinoproduktionen wie Vier Töchter, Das wahre Leben und Räuber Kneißl folgten im Anschluss und in der durchgehenden Rolle Knut Rettich bereicherte Koch in den Anfangsmonaten den Cast der ARD-Vorabendserie Eine für alle.
Von August bis Dezember 2010 erfolgten die Dreharbeiten zur Fortsetzung „Wickie auf großer Fahrt“, die erste deutsche Kinofilmproduktion in 3D-Technik, die im September 2011 in die Kinos kam. Ab Februar 2011 schlüpfte Koch in die Rolle des Löwen im Zauberer von Oz an der Württembergischen Landesbühne Esslingen. Neben dem Theater füllten Lesungen für Kinder und Erwachsene und Dreharbeiten für Kino und Fernsehen sein künstlerisches Jahr 2011.
Im Jahr 2012 dreht er in der Rolle des Hausmeisters Reiser für den Kinofilm Die Vampirschwestern, welcher in Anlehnung an die gleichnamige Romanreihe von Franziska Gehm konzipiert wurde.

## Filmografie (Auswahl)

### Kino
- 2005: Das wahre Leben
- 2007: Beste Gegend
- 2008: Räuber Kneißl
- 2009: Wickie und die starken Männer
- 2011: Wickie auf großer Fahrt
- 2011: Das Leben ist nichts für Feiglinge
- 2012: Die Vampirschwestern
- 2013: Buddy
- 2014: Elser – Er hätte die Welt verändert
- 2014: Point Break
- 2014: Schmidts Katze
- 2017: Die Reste meines Lebens
- 2025: Karla

### Fernsehen
- 1994: Tatort – Singvogel
- 1996: Der Alte – Folge 221: Schlüssel zum Mord
- 1997: Der Alte – Folge 223: Der Mordauftrag
- 1997: Derrick – Gesang der Nachtvögel
- 1997: Tatort – Liebe, Sex, Tod
- 1997: Der Bulle von Tölz: Tod in der Brauerei
- 1997: Der Alte – Folge 232: Große Liebe
- 1998: Siska – (Folge 1: Der neue Mann)
- 1998: Derrick – Mama Kaputtke
- 1998: SOKO 5113 – Siebzigtausend
- 1998: Der Alte – Schlagt ihn tot
- 1998: Das Tal der Schatten
- 1999: Siska – (Folge 11: Hart am Abgrund)
- 2001: Der Alte – Der Zeuge
- 2001–2004: fabrixx
- 2002: Der Alte – Die Lüge
- 2003: Tatort – Der Prügelknabe
- 2003: Das unbezähmbare Herz
- 2004: Der Alte – Folge 300: Tangomord
- 2004: Grüße aus Kaschmir
- 2004: Der Mann von Nebenan lebt
- 2004: Der Alte –  Folge 302: Blutsbande
- 2005: Ein Fall für B.A.R.Z.
- 2005: Der Alte – Folge 306: Der Nachruf
- 2006: Der Bulle von Tölz: Keiner kennt den Toten
- 2006: Der Alte – Folge 312: Tod eines Mandanten
- 2006: Die Rosenheim-Cops – Leben vergeht, Geld besteht
- 2007: Siska – Spiel im Schatten
- 2007: Der Alte – Folge 320: Wenn Liebe zuschlägt
- 2008: SOKO 5113 – Der Kronzeuge
- 2009: SOKO 5113 – Tödliches Stelldichein
- 2009, 2022: SOKO Stuttgart – Tödliche Heilung, Der letzte Wille
- 2009: Eine für alle – Frauen können’s besser
- 2010: Polizeiruf 110 – Einer trage des anderen Last
- 2011: Heiter bis tödlich: Fuchs und Gans – Sternschnuppen
- 2011: Die Rosenheim-Cops – Waldesruh
- 2012: Der Märchenkönig
- 2012: Die Rosenheim-Cops – Der große Preis von Rosenheim
- 2012: Zahltag – Nicht mit uns
- 2012: Drinnen ist Draußen
- 2012: Heiter bis tödlich: Hubert und Staller – Ein Ton zu wenig
- 2012: Die Holzbaronin
- 2012: Unter Verdacht – Ohne Vergebung
- 2013: Joe’s Creek
- 2013: Stavanger
- 2013: Wie wir wurden, was wir sind
- 2013: Die Auserwählten
- 2013: Be my Baby
- 2013: Tatort – Wahre Liebe
- 2014: Verfehlung
- 2014: Dahoam is Dahoam – Altes Eisen rostet nicht
- 2014: Kommissar Marthaler – Engel des Todes
- 2014: Die Staatsaffäre
- 2014: Der Alte – Der Tote im Acker
- 2015: Sicher ist sicher
- 2015: Schon geerbt...? – Die gestohlene Frau
- 2015: SOKO 5113 – Das irische Mädchen
- 2015: Heiter bis tödlich: Hubert und Staller – Der letzte Schuss
- 2016: Dolores
- 2021: Waldgericht – Ein Schwarzwaldkrimi (Fernsehreihe)
- 2021: Die Rosenheim-Cops – Mord aus der Luft
- 2023: Tatort – Game Over